# Christian Maggio
Christian Maggio (Montecchio Maggiore, 11 februari 1982) is een Italiaans voetballer die doorgaans als verdediger of middenvelder speelt. Hij verruilde SSC Napoli in juli 2018 voor Benevento. Maggio debuteerde in 2008 in het Italiaans voetbalelftal.

## Clubcarrière

### Vicenza
Op 1 oktober 2000 maakte Maggio op achttienjarige leeftijd zijn debuut in de Serie A. Tegen AC Milan werd in deze wedstrijd met 2-0 verloren. Uiteindelijk zou hij in zijn eerste seizoen tot zes optredens komen. Door de 16e plaats in de competitie degradeerde Vicenza echter, waardoor hij in het seizoen 2001/2002 zou uitkomen in de Italiaanse Serie B. In zijn tweede seizoen kwam hij tot 27 wedstrijden, waarin hij ook één keer scoorde. Dit was onvoldoende om Vicenza direct weer te laten terugkeren naar de Serie A. De club zou als achtste eindigen en is sindsdien ook niet meer gepromoveerd of gedegradeerd, waardoor deze nog steeds bivakkeert in de Serie B. In zijn derde seizoen kwam Maggio tot slechts vijf optredens, deels ook door zijn verplichtingen met het Italiaanse elftal voor spelers onder de 20 jaar.

### Fiorentina
Na drie jaar Vicenza was Fiorentina genoeg onder de indruk geraakt van de jeugdinternational, om hem voor 1,5 miljoen euro over te nemen. Bij Fiorentina, nog uitkomend in de Serie B, kwam hij in zijn eerste seizoen tot één doelpunt in 40 optredens. Fiorentina zou dit seizoen op de 6e plaats eindigen, maar doordat het de promotiewedstrijden met Perugia zou winnen, toch promoveren.
Dat jonge, talentvolle spelers in Italië maar weinig kansen krijgen om zich te bewijzen op het hoogste niveau, bleek wel uit de twee seizoenen die volgden. In zijn eerste seizoen kwam hij nog tot dertien wedstrijden (één doelpunt), maar het seizoen erop zou hij in de eerste seizoenshelft tot maar drie wedstrijden komen. Zijn carrière stagneerde, maar Treviso bood een uitweg.

### Treviso
In de tweede helft van het seizoen 2005/2006 kwam Maggio uit voor Treviso, dat eveneens uitkwam in de Serie A. Hij zou daar elf wedstrijden spelen. Genoeg om belangstelling van andere clubs te wekken. Gezien zijn situatie bij Fiorentina was een transfer ook niet geheel verrassend. Het was uiteindelijk Sampdoria uit Genua dat met hem aan de haal ging.

### Sampdoria
Sampdoria nam Maggio in 2006 in eerste instantie op huurbasis over. In 31 wedstrijden scoorde hij twee keer en Maggio bleek over behoorlijk wat potentie te beschikken, voldoende om Sampdoria te overtuigen hem definitief over te nemen voor een bedrag van 1,5 miljoen euro. Onder coach Walter Mazzarri zou Maggio uiteindelijk een zeer succesvol seizoen spelen. In 29 optredens kwam hij tot negen doelpunten, wat bijzonder veel is voor een middenvelder. Sampdoria zou als 6e eindigen in de Serie A en daarmee Europees voetbal halen. Maggio had met zijn prestaties echter ook de aandacht getrokken van andere ploegen. Het was uiteindelijk Napoli dat hem voor een bedrag van rond de 8 miljoen euro zou overnemen. Hierdoor maakte ook Sampdoria in één seizoen tijd veel winst op hem.

### SSC Napoli
Bij Napoli trok Maggio zijn goede spel door, wat hem mede zijn eerste cap opleverde. In zijn eerste seizoen kwam hij tot 23 optredens (4 doelpunten) voor de ploeg. Nadat hij het seizoen ervoor al zijn Europees debuut had gemaakt bij Sampdoria, zou hij er dit seizoen nog twee optredens (één doelpunt) aan toevoegen.

## Interlandcarrière
Maggio maakte zijn debuut voor het Italiaans voetbalelftal op 19 november 2008 in de wedstrijd tegen Griekenland, waarin hij in het veld kwam voor Mauro Camoranesi van Juventus. Het zou een jaar duren voordat hij zijn tweede interland achter zijn naam kon schrijven, om precies te zijn op 18 november 2009 in de wedstrijd tegen Zweden. Op 3 maart 2010 speelde Maggio in de basis in het bloedeloze gelijkspel tegen Kameroen (0-0). Tijdens het WK 2010 in Zuid-Afrika speelde hij in de derde groepswedstrijd tegen Slowakije, die met 3-2 verloren werd, waardoor Italië was uitgeschakeld.
| Interlands van Christian Maggio voor Italië | Interlands van Christian Maggio voor Italië | Interlands van Christian Maggio voor Italië | Interlands van Christian Maggio voor Italië | Interlands van Christian Maggio voor Italië | Interlands van Christian Maggio voor Italië | Interlands van Christian Maggio voor Italië |
| №                                           | Datum                                       | Wedstrijd                                   | Uitslag                                     | Competitie                                  | Goals                                       |                                             |
| Als speler bij SSC Napoli                   | Als speler bij SSC Napoli                   | Als speler bij SSC Napoli                   | Als speler bij SSC Napoli                   | Als speler bij SSC Napoli                   | Als speler bij SSC Napoli                   | Als speler bij SSC Napoli                   |
| ------------------------------------------- | ------------------------------------------- | ------------------------------------------- | ------------------------------------------- | ------------------------------------------- | ------------------------------------------- | ------------------------------------------- |
| 1.                                          | 19 november 2008                            | Griekenland – Italië                        | 1 – 1                                       | Vriendschappelijk                           | 0                                           |                                             |
| 2.                                          | 18 november 2009                            | Italië – Zweden                             | 1 – 0                                       | Vriendschappelijk                           | 0                                           |                                             |
| 3.                                          | 3 maart 2010                                | Kameroen – Italië                           | 0 – 0                                       | Vriendschappelijk                           | 0                                           |                                             |
| 4.                                          | 3 juni 2010                                 | Mexico – Italië                             | 2 – 1                                       | Vriendschappelijk                           | 0                                           |                                             |
| 5.                                          | 5 juni 2010                                 | Zwitserland – Italië                        | 1 – 1                                       | Vriendschappelijk                           | 0                                           |                                             |
| 6.                                          | 24 juni 2010                                | Slowakije – Italië                          | 3 – 2                                       | WK 2010                                     | 0                                           |                                             |
| 7.                                          | 9 februari 2011                             | Duitsland – Italië                          | 1 – 1                                       | Vriendschappelijk                           | 0                                           |                                             |
| 8.                                          | 25 maart 2011                               | Slovenië – Italië                           | 0 – 1                                       | Kwalificatie EK 2012                        | 0                                           |                                             |
| 9.                                          | 29 maart 2011                               | Oekraïne – Italië                           | 0 – 2                                       | Vriendschappelijk                           | 0                                           |                                             |
| 10.                                         | 3 juni 2011                                 | Italië – Estland                            | 3 – 0                                       | Kwalificatie EK 2012                        | 0                                           |                                             |
| 11.                                         | 10 augustus 2011                            | Italië – Spanje                             | 2 – 1                                       | Vriendschappelijk                           | 0                                           |                                             |
| 12.                                         | 2 september 2011                            | Faeröer – Italië                            | 0 – 1                                       | Kwalificatie EK 2012                        | 0                                           |                                             |
| 13.                                         | 7 oktober 2011                              | Servië – Italië                             | 1 – 1                                       | Kwalificatie EK 2012                        | 0                                           |                                             |
| 14.                                         | 15 november 2011                            | Italië – Uruguay                            | 0 – 1                                       | Vriendschappelijk                           | 0                                           |                                             |
| 15.                                         | 29 februari 2012                            | Italië – Verenigde Staten                   | 0 – 1                                       | Vriendschappelijk                           | 0                                           |                                             |
| 16.                                         | 1 juni 2012                                 | Italië – Rusland                            | 0 – 3                                       | Vriendschappelijk                           | 0                                           |                                             |
| 17.                                         | 10 juni 2012                                | Italië – Spanje                             | 1 – 1                                       | EK 2012                                     | 0                                           |                                             |
| 18.                                         | 14 juni 2012                                | Kroatië – Italië                            | 1 – 1                                       | EK 2012                                     | 0                                           |                                             |
| 19.                                         | 24 juni 2012                                | Engeland – Italië                           | 0 – 0 (2 – 4 n.s.)                          | EK 2012                                     | 0                                           |                                             |
| 20.                                         | 7 september 2012                            | Bulgarije – Italië                          | 2 – 2                                       | Kwalificatie WK 2014                        | 0                                           |                                             |
| 21.                                         | 12 oktober 2012                             | Armenië – Italië                            | 1 – 3                                       | Kwalificatie WK 2014                        | 0                                           |                                             |
| 22.                                         | 14 november 2012                            | Italië – Frankrijk                          | 1 – 2                                       | Vriendschappelijk                           | 0                                           |                                             |
| 23.                                         | 21 maart 2013                               | Brazilië – Italië                           | 2 – 2                                       | Vriendschappelijk                           | 0                                           |                                             |
| 24.                                         | 31 mei 2013                                 | Italië – San Marino                         | 4 – 0                                       | Vriendschappelijk                           | 0                                           |                                             |
| 25.                                         | 11 juni 2013                                | Haïti – Italië                              | 2 – 2                                       | Vriendschappelijk                           | 0                                           |                                             |
| 26.                                         | 19 juni 2013                                | Japan – Italië                              | 3 – 4                                       | Confederations Cup                          | 0                                           |                                             |
| 27.                                         | 22 juni 2013                                | Brazilië – Italië                           | 4 – 2                                       | Confederations Cup                          | 0                                           |                                             |
| 28.                                         | 27 juni 2013                                | Italië – Spanje                             | 0 – 0 (6 – 7 n.s.)                          | Confederations Cup                          | 0                                           |                                             |
| 29.                                         | 30 juni 2013                                | Uruguay – Italië                            | 2 – 2 (2 – 3 n.s.)                          | Confederations Cup                          | 0                                           |                                             |
| 30.                                         | 14 augustus 2013                            | Italië – Argentinië                         | 1 – 2                                       | Vriendschappelijk                           | 0                                           |                                             |
| 31.                                         | 6 september 2013                            | Italië – Bulgarije                          | 1 – 0                                       | Kwalificatie WK 2014                        | 0                                           |                                             |
| 32.                                         | 10 september 2013                           | Italië – Tsjechië                           | 2 – 1                                       | Kwalificatie WK 2014                        | 0                                           |                                             |

Bijgewerkt t/m 12 oktober 2013

## Erelijst
| Coppa Italia | 2x | 2011/12, 2013/14 |
| Supercoppa   | 1x | 2014             |

1 Buffon ·
2 Maggio ·
3 Criscito ·
4 Chiellini ·
5 Cannavaro  ·
6 De Rossi ·
7 Pepe ·
8 Gattuso ·
9 Iaquinta ·
10 Di Natale ·
11 Gilardino ·
12 Marchetti ·
13 Bocchetti ·
14 De Sanctis ·
15 Marchisio ·
16 Camoranesi ·
17 Palombo ·
18 Quagliarella ·
19 Zambrotta ·
20 Pazzini ·
21 Pirlo ·
22 Montolivo ·
23 Bonucci ·
Coach: Lippi
1 Buffon  ·
2 Maggio ·
3 Chiellini ·
4 Ogbonna ·
5 Motta ·
6 Balzaretti ·
7 Abate ·
8 Marchisio ·
9 Balotelli ·
10 Cassano ·
11 Di Natale ·
12 Sirigu ·
13 Giaccherini ·
14 De Sanctis ·
15 Barzagli ·
16 De Rossi ·
17 Borini ·
18 Montolivo ·
19 Bonucci ·
20 Giovinco ·
21 Pirlo ·
22 Diamanti ·
23 Nocerino ·
Coach: Prandelli
1 Buffon  ·
2 Maggio ·
3 Chiellini ·
4 Astori ·
5 De Sciglio ·
6 Candreva ·
7 Aquilani ·
8 Marchisio ·
9 Balotelli ·
10 Giovinco ·
11 Gilardino ·
12 Sirigu ·
13 Marchetti ·
14 El Shaarawy ·
15 Barzagli ·
16 De Rossi ·
17 Cerci ·
18 Montolivo ·
19 Bonucci ·
20 Abate ·
21 Pirlo ·
22 Giaccherini ·
23 Diamanti ·
Coach: Prandelli